# Spirale di Lentulo

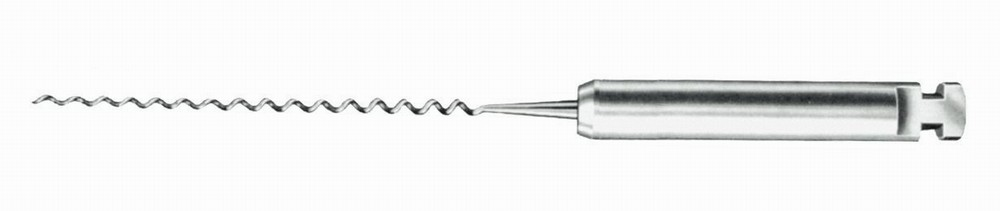
Una spirale di Lentulo. Le tacche a destra permettono di fissarla a un'impugnatura a bassa velocità.

La spirale di Lentulo è uno strumento medico utilizzato nella pratica odontoiatrica per distribuire correttamente, nel canale radicolare, cemento e materiale sigillante, in maniera uniforme, come nel caso si esegua una terapia endodontica o la cementazione di un perno endocanalare.

## Storia
L'invenzione dello strumento si deve a Henri Lentulo, pioniere dell'odontoiatria, di origini italiane ma naturalizzato francese. L'idea risale al 1925 quando, appena acquisita la cittadinanza francese, Lentulo diede inizio alla sperimentazione di uno strumento spingi-pasta. 
Nel 1928 ne iniziò la produzione industriale, a cui presto arrise un grande successo commerciale.
Attualmente, la spirale di Lentulo di Maillefer, prodotta dalla Dentsply, è l'unica autorizzata a usare il nome di Henri Lentulo, ma il termine commerciale è utilizzato genericamente per riferirsi a qualsiasi delle varie marche di strumenti a spirale che servano a distribuire il cemento all'interno dei canali radicolari.

## Fonti
- (EN) Clinical Evaluation of Root Canal Obturation Methods in Primary Teeth: O.A. BAWAZIR, King Saud University, Riyadh, Saudi Arabia, F.S. SALAMA, University of Nebraska, Omaha, US., su iadr.confex.com. URL consultato il 3 aprile 2009 (archiviato dall'url originale il 16 luglio 2011).
- (FR)  «Henri Lentulo : sa vie, son œuvre» Archiviato il 19 ottobre 2005 in Internet Archive. (dal sito dell'Università Paris V: René Descartes), pagina web basata sulle seguenti fonti:
  - J. Ouvrard, Henri Lentulo 1889-1981, Actualités odonto-stomatologiques, 1981, n°133
  - L. Verchere, Henri Lentulo, inventeur du bourre-pâte 1889-1981, Revue d'odontologie, 1981, tome X, n°2, p. 175- 178.